# Efraín (hijo de José)

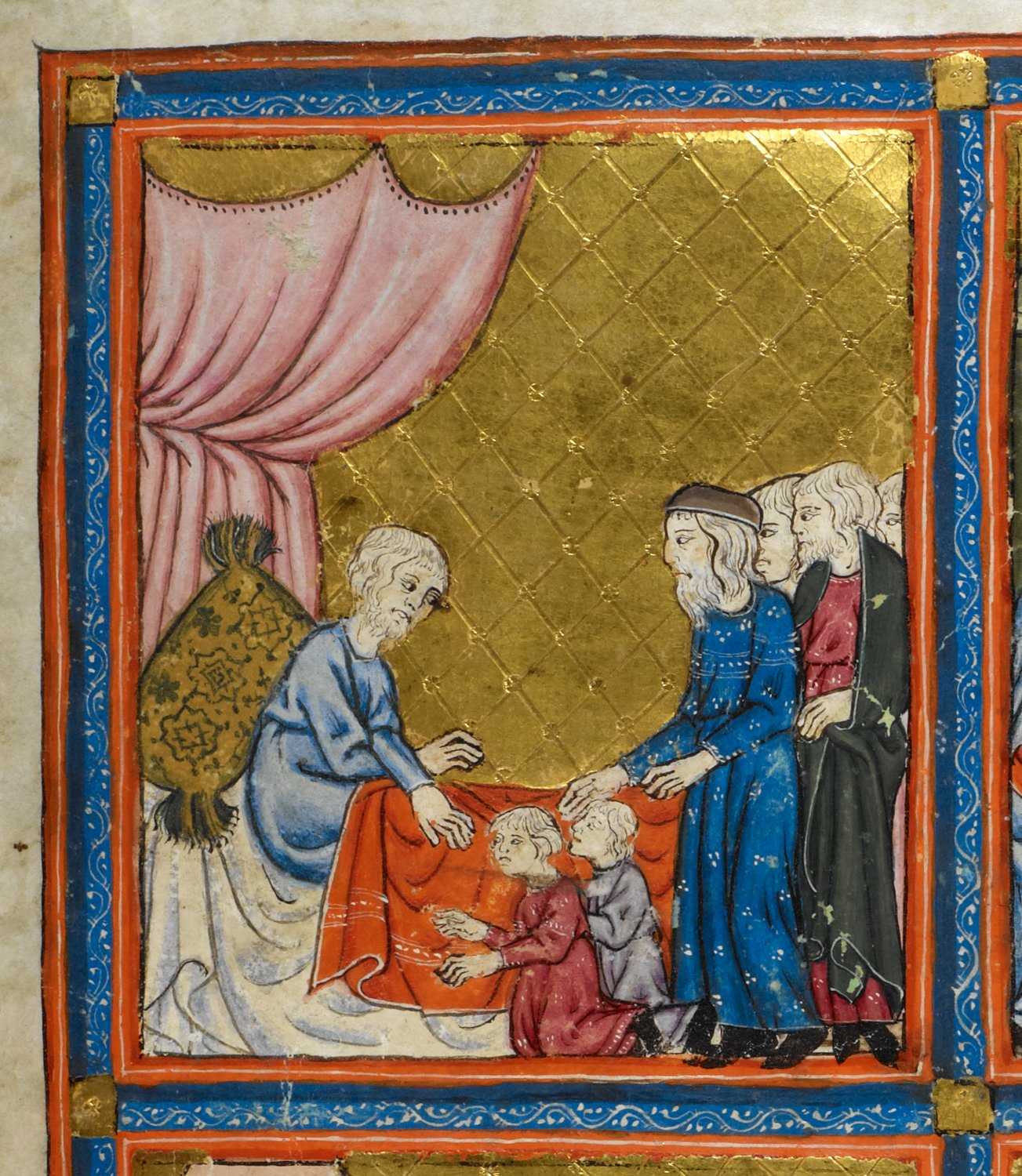
Jacob bendice a Efraín y Manasés. Arte sefardí. Hagadá de Oro, manuscrito hebreo-catalán miniado,.

Efraín (del hebreo אֶפְרַיִם/אֶפְרָיִם, Ephráyim, y traducido al castellano a veces como Efraím, Efrayn o Efrén) fue un patriarca bíblico entre los hebreos. Fue el segundo hijo de José y hermano de Manasés.
Nació en Egipto. Su madre fue una egipcia llamada Asenat, hija de Potifera, sacerdote egipcio.
La tribu israelita de Efraín se ubicó en las montañas, al norte de las de Dan y Benjamín, y al sur de la de Manasés, lindando al este con el Jordán. Una de sus ciudades fue Siquem, primera capital del Reino de Israel.

## Territorio de la tribu de Efraín

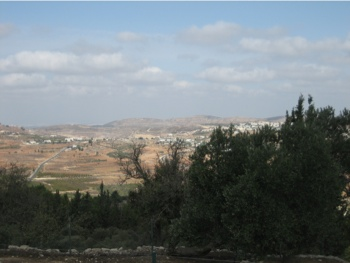
Área de la tribu de Efraín.

Los límites de su territorio se establecen en el capítulo 16 del Libro de Josué:
- 16:1 La parte que tocó en suerte a los hijos de José se extendía desde el Jordán, a la altura de Jericó, hasta las aguas de Jericó, por el este; luego venía el desierto, que desde Jericó sube por la montaña hasta Betel;
- 16:2 siguiendo de Betel hasta Luz, pasaba por Atarot, o sea, por el territorio de los arquitas;
- 16:3 después bajaba al oeste, hacia el territorio de los iafletitas, hasta la región de Bet Jorón de Abajo y hasta Guézer, y terminaba en el mar.
- 16:4 Esta es la parte que recibieron como herencia Manasés y Efraín, los hijos de José.
- 16:5 El territorio correspondiente a los clanes de los efraimitas fue el siguiente: el límite de su herencia, por el lado oriental, era Atarot Adar hasta Bet Jorón.
- 16:6 y llegaba hasta el mar. Al norte estaba Micmetat, y al este, el límite doblaba hacia Taanat Silo, pasando al este de Ianóaj.
- 16:7 Después bajaba de Ianóaj a Atarot y a Naará, y tocaba Jericó, para terminar en el Jordán.
- 16:8 Desde Tapúaj, la frontera iba hacia el oeste por el torrente de Caná, y terminaba en el mar. Esta es la herencia asignada a los clanes de los efrainitas,
- 16:9 además de las ciudades distribuidas a ellos dentro de las posesiones de los hijos de Manasés, todas las ciudades con sus poblados.
- 16:10 Pero ellos no pudieron desposeer a los cananeos que habitaban en Guézer, y por eso siguen viviendo en medio de Efraín hasta el día de hoy, aunque tienen que pagar tributo.